# Urophora stylata
Urophora stylata
 es una especie de insecto del género Urophora de la familia Tephritidae del orden Diptera. 
Fabricius la describió científicamente por primera vez en el año 1775.

## Descripción y comportamiento
Los machos miden de 5 a 8 mm, las hembras son más grandes. Forman agallas en los frutos de Cirsium vulgare. Pasan el invierno como larvas dentro de las agallas; los adultos emergen alrededor de junio y viven dos meses.

## Distribución
Su distribución original es Europa. Ha sido introducida intencionalmente en la Columbia Británica como control biológico de C. vulgare, que es una especie invasora en Norteamérica.